# Groningers
Groningers zijn inwoners van de stad of provincie Groningen.

## Dé echte Groningers
Over het bestaan van "de echte Groningers" als apart volk is in de loop der tijd veel discussie geweest. Sommige wetenschappers beweren dat het volk Groningers niet bestaat, maar we eigenlijk van Friezen moeten spreken. Een voorbeeld van iemand die de theorie van het bestaan van het Groninger volk wel aanhing, was Kornelis ter Laan. Hij zette zich, in de tweede helft van de 19e eeuw, namens alle Groningers af tegen de Friezen door te zeggen dat de Groningers niet van de Friezen afstamden maar van de Chauken. Dit constateerde hij na onderzoek op schedels uit Groningse wierden en Friese terpen. Toch blijkt, uit recentelijk onderzoek, dat deze theorie zeer onwaarschijnlijk is. De Chauken leefden waarschijnlijk tot aan de oostkant van de Eems, wat precies de grens was tussen Groningen en Oost-Friesland.
Ook al is tegenwoordig in Groningen de identificatie als Fries ver te zoeken; uit oude brieven bleek dat zelfs in de 17e eeuw, de Ommelander boeren zich nog de vrije Friezen noemden. Ook uit oude teksten van voor de 14e eeuw blijkt dat Groningen ooit Friestalig geweest is, waarschijnlijk exclusief de stad Groningen, het Gorecht en Westerwolde. Dit Oosterlauwers Fries is later verdrongen door het Saksisch van de stad Groningen waaruit het Gronings zich ontwikkelde met een Fries substraat.

## Cultuur
Het Gronings, de streektaal van Stad en de Ommelanden, is het belangrijkste element dat de Groningers met elkaar verbindt. Het vormt een aparte groep dialecten binnen het Nedersaksisch, door Friese invloeden. Door deze aparte positie van het Gronings, zijn Groningers vaak trots op hun taal.
De Groningse gebruiken, die tegenwoordig grotendeels uitgestorven zijn, zijn zowel verwant aan de Friese cultuur, als aan de Oost-Friese Saksische cultuur. Midwinterhoorns op Sint Tomas in Westerwolde, meibomen op het Hogeland en bongelwuppen (fierljeppen) in het Westerkwartier laten de grote diversiteit van de Groningse cultuur zien.
In de Stad Groningen wordt elk jaar Gronings Ontzet gevierd, dat als herinnering geldt van de overwinning op de bisschop van Münster in het rampjaar 1672.
Iets dat tegenwoordig nog wel veel gedaan wordt is notenschieten rond Pasen. Hierbij worden noten op een rij gezet en moet de speler de achterste noot/noten wegschieten. Ook wordt er jaarlijks op 11 november door kinderen langs de deuren gelopen voor Sint Maarten.
In de rooms-katholieke dorpen Kloosterburen en Ter Apel wordt jaarlijks carnaval gevierd.

## Geschiedenis

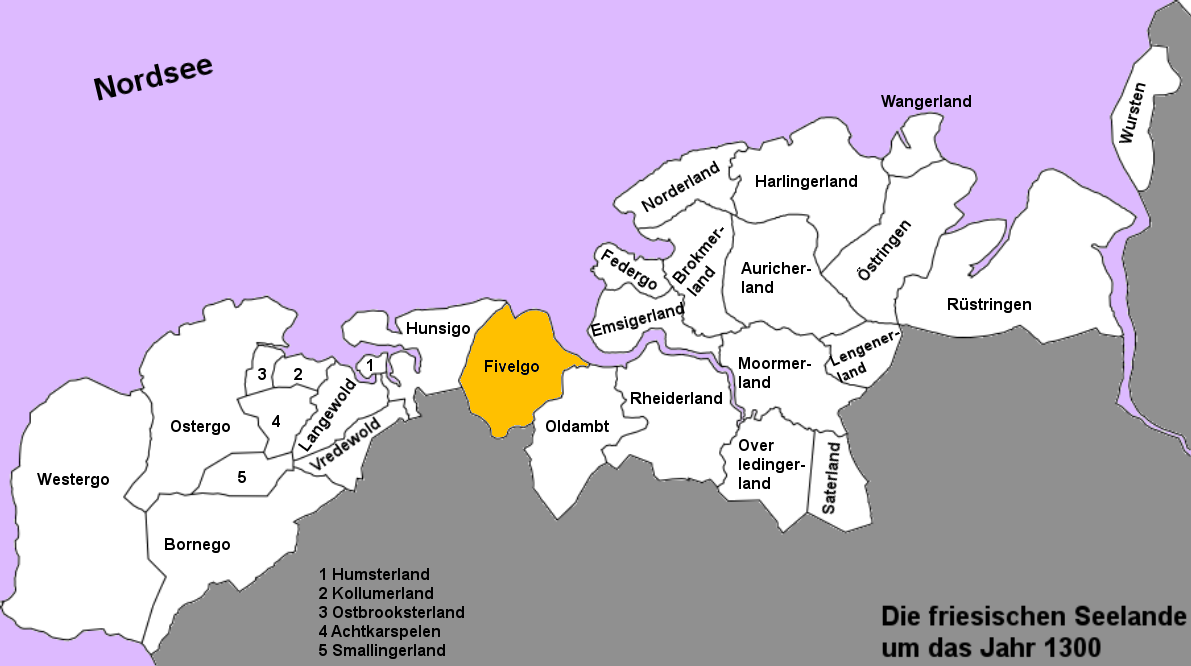
Fivelingo en de andere Friese gewesten rond 1300

In de vroege middeleeuwen waren de Groningers verdeeld over de Friezen en de Saksen. Deze Saksen waren verdeeld over stammen, waardoor er bijvoorbeeld de Drenten bestonden. Waarschijnlijk was de Stad een Drents dorp.
De omliggende gebieden, de Ommelanden, waren onderdeel van het Friese woongebied. Ook zij waren een aparte stam, namelijk de Friezen tussen Eems en Lauwers.
Toen de stad Groningen zich in de loop der eeuwen uitbreidde, voelden zij drang naar macht. De omliggende gebieden van de Friese vrijheid, kenden geen staatshoofd, dus was dit de perfecte manier om hun macht op uit te oefenen. Rond het jaar 1000 kreeg Groningen stadsrechten en verklaarde zich onafhankelijk van Drenthe en later zelfs als rijksstad.
In de 14e eeuw kreeg de stad steeds meer macht over de Friese landen, die zich hevig verzetten. Er was nog geen eenheidsgevoel tussen beide partijen. In 1594 werden Stad en Lande samengevoegd.
Rond datzelfde jaar, toen Stad en Lande ook deel uit gingen maken van de Nederlanden, had Groningen nog totaal geen nationalistische gevoelens als Nederlander. De Ommelanders voelden zich nog Fries en de Stadjers voelden zich gewoon Stadjer. Vanaf de 18e eeuw kenden de Groninger veenkoloniën ook een groot aantal migranten uit de stad en Friesland. Pas rond 1800 verdween de Friese identiteit uit de Ommelanden, het Oldambt en de Veenkoloniën en ontstond het Groningse provincialisme. Oorzaken hiervoor was de lage bereikbaarheid van Stad en Lande en de lage positie binnen het koninkrijk. Dit werd in de 19e eeuw steeds sterker. Zelfs in de Eerste Wereldoorlog was er in Groningen geen sprake van Nederlands nationalisme. Pas in de Tweede Wereldoorlog zijn de Groningers dichter bij de andere Nederlanders gaan staan. Mede doordat Nederland als heel land betrokken was geraakt bij de oorlog, wat in bij de Eerste Wereldoorlog niet het geval was.

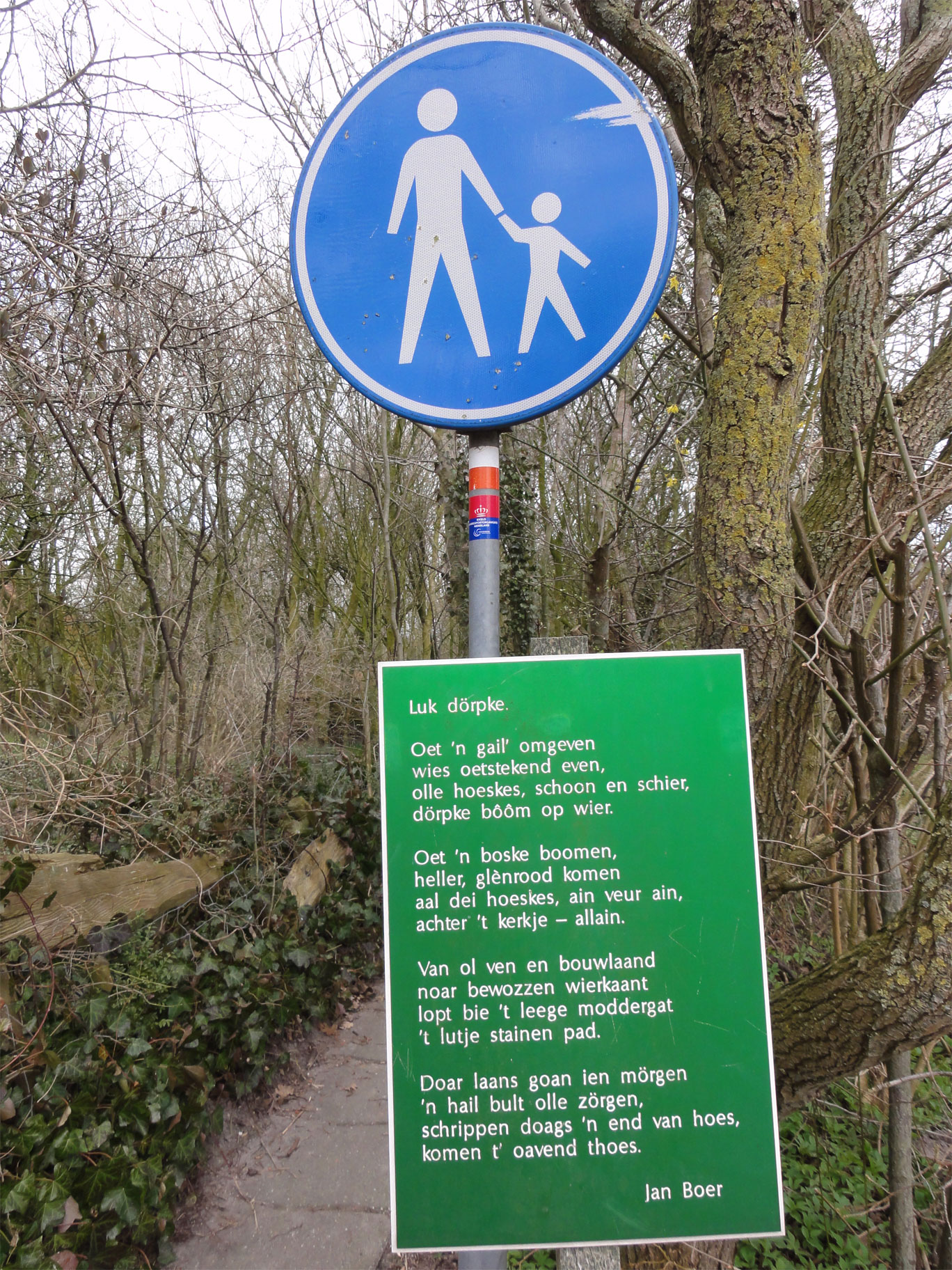
Luk dorpke Rottum. Gedicht van Jan Boer bij het stenen pad vanaf de wierde van Rottum

In de jaren 90 van de 20e eeuw probeerde de provincie Groningen, in samenwerking met de VVV Groningen, de stad en provincie toeristisch op de kaart te zetten. Ook probeerden zij het Groninger regionaal bewustzijn weer wat aan te wakkeren met de slogan Er gaat niets boven Groningen en in 2005 de (G) stickers, T-shirts en dergelijke artikelen.
Bij een onderzoek in 2019 uitgevoerd door i&o research blijkt dat Groningers trotser zijn op hun provincie dan op Nederland.